# Vén rókák
A Vén rókák (eredeti cím: Going in Style) 2017-ben bemutatott amerikai filmvígjáték, melynek rendezője Zach Braff, forgatókönyvírója Theodore Melfi. A film az 1979-es Öreg rókák, nem vén rókák című film remakeje. A főszerepben Morgan Freeman, Michael Caine, Alan Arkin, Joey King, Matt Dillon, Christopher Lloyd, Ann-Margret, John Ortiz és Siobhan Fallon Hogan látható.
A premierje 2017. május 30-án volt a New York-i Vizuális Művészetek Iskolájában, majd az Egyesült Államokban április 7-én jelenítette meg a Warner Bros. Pictures, Magyarországon egy nappal hamarabb szinkronizálva, április 6-án az InterCom Zrt.. A projekt általánosságban vegyes értékeléseket kapott a kritikusoktól, és világszerte összesen 85 millió dolláros bevételt gyűjtött.
A film középpontjában nyugdíjasok triója áll, akik bankot rabolnak, miután megszüntetik a nyugdíjukat.

## Cselekmény
Joe, Willie és Albert idős emberek és életre szól barátok, akik Brooklyban élnek.
Egy nap Joe elmegy a bankjába, hogy megkérdezze, a cége jóváírta-e a nyugdíját, és hogy mi az oka a házához érkezett kilakoltatási levélnek. Megtudja, hogy nemcsak hogy nincs nyugdíja, de a jelzáloghitele is megemelkedett, és a banki tanácsadója alapvetően átverte őt.
Eközben Joe szemtanúja lesz egy folyamatban lévő rablásnak, amelyet négy, fekete maszkot viselő személy hajt végre. A rablás során észreveszi egyikük nyakán a mongol harcos tetoválást, ami az egyetlen nyom, amely később segíthet a rendőrségnek azonosítani az elkövetőt.
Egyikük, miközben a másik három elviszi a pénzt, odalép Joe-hoz, és azt mondja neki, hogy nem fogja bántani, mert „állampolgári kötelességünk vigyázni az idősekre”.
A rablók ezt követően több mint 1,6 millió dollárral távoznak.
Amikor a céget, amelynek dolgoztak, felvásárolják, nyugdíjuk az átszervezés áldozatává válik. Joe-t különösen keményen érinti a dolog, és megtudja, hogy ő, a lánya, Rachel és az unokája, Brooklyn kevesebb mint harminc napon belül hajléktalanná válik. Willie megtudja, hogy súlyos veseelégtelenségben szenved, ami miatt transzplantációra volna szüksége, és még frusztráltabb, mert anyagi helyzete miatt távkapcsolatra kényszerül a lányával és az unokájával.
Miután sikertelenül próbálnak kirabolni egy kis élelmiszerboltot, felkeresnek egy bűnözői tevékenységre szakosodott férfit, Joe volt vejének barátját, aki a bevétel 25 százalékáért cserébe elmagyarázza nekik, hogyan kell bankot rabolni. A három barát kétségbeesésében elhatározza, hogy kirabolja a bankot, amely lenullázta a nyugdíjalapjukat, és visszaveszik, ami jogosan az övék.
Joe, Willie és Albert „A patkánycsapatnak” (Frank Sinatra, Dean Martin és Sammy Davis Jr.) álcázzák magukat, és vaktöltényes fegyvereket használnak, hogy senkinek ne essen baja. A rablás majdnem balul sül el, amikor Willie rövid időre összeesik, és egy gyermek szemtanú részben lehúzza a maszkját, hogy jobban lélegezhessen; a gyerek meglátja a karórát, amit az unokája képével a karján visel, miközben barátságos beszélgetésbe bocsátkozik, hogy ne érezze magát megfélemlítve; hármuknak sikerül több mint 2,3 millió dollárral meglépni.
Hamarosan letartóztatja őket az FBI Hamer ügynök gyanúja miatt, miután az élelmiszerbolt vezetője felismeri Al járását a térfigyelő kamerák felvételéről, de mindannyian ragaszkodnak az alibijükhöz.
Hamer a többi fő gyanúsítottal együtt rendőrségi szembesítésre állítja őket, felhasználva a gyermektanút, aki részben elmozdította Willie maszkját. A lány azonban nem hajlandó azonosítani Willie-t, mert szimpatikus neki.
Willie veseelégtelenségben szenved, és a halál közelében van. Al beleegyezik, hogy vesét fog adományozni.
A pénz egy részét a három barát az anyagi helyzetük rendezésére fordítja, a többit a családjuknak, barátaiknak, munkatársaiknak és a társaiknak adják.
Joe végre meg tudja adni az unokájának azt a kiskutyát, amelyet akkor ígért neki, ha minden tantárgyból ötöst kap az iskolában; Jesús jóvoltából, akiről később kiderül, hogy a rablók vezetője volt abból a rablásból, amelynek Joe szemtanúja volt, és ő mosta tisztára az ellopott pénzt. A nyakán lévő tetoválásról is kiderül, hogy egy hennából készült hamisítvány, amivel az FBI-t és a rendőrséget akarta félrevezetni.
A történet Al és Annie esküvőjén ér véget, amikor a három barát megünnepli a szerencséjét.

## Szereplők
| Szerep                        | Színész              | Magyar hang     |
| ----------------------------- | -------------------- | --------------- |
| Willie Davis                  | Morgan Freeman       | Papp János      |
| Joe Harding                   | Michael Caine        | Ujréti László   |
| Albert Garner                 | Alan Arkin           | Fodor Tamás     |
| Arlen Hamer különleges ügynök | Matt Dillon          | Schmied Zoltán  |
| Annie Santori                 | Ann-Margret          | Kiss Mari       |
| Milton Kupchak                | Christopher Lloyd    | Szacsvay László |
| Brooklyn Harding              | Joey King            | Nyári Liza      |
| Jesús Garcia                  | John Ortiz           | Mészáros Máté   |
| Murphy Harding                | Peter Serafinowicz   | Simon Kornél    |
| Chuck Lofton                  | Josh Pais            | Fazekas István  |
| Rachel Harding                | Maria Dizzia         | Pálfi Kata      |
| Keith Schonfield              | Kenan Thompson       | Gémes Antos     |
| Mitzi                         | Siobhan Fallon Hogan | Halász Aranka   |

## Megjelenés
A Vén rókák eredetileg 2016. május 6-án jelent volna meg, azonban a Warner Bros. Pictures egy évvel később, 2017. április 7-én jelentette meg.

### Bevétel
A film 45 millió dollárt keresett az Amerikai Egyesült Államokban és Kanadában, 39,6 millió dollárt pedig más területeken, világszerte összesen bruttó 84,6 millió dollárt termelt, amely a 25 millió dolláros gyártási költségvetésével szemben jó eredmény.
Észak-Amerikában a film a Hupikék törpikék – Az elveszett falu és A Jézus-dosszié mellett nyitott, az előrejelzések szerint a nyitóhétvégén 3061 moziban mintegy 8 millió dollár bruttó összeget keresett. Első napján 4,2 millió dollárt, a hétvégén pedig 11,9 millió dollárt gyűjtött, amivel a várakozásokat felülmúlva, negyedik lett a jegypénztáraknál. Második hétvégéjén a film 6,3 millió dollárt keresett (47%-os csökkenés), ezzel az 5. helyen végzett a listán.

### Forgatás
A film forgatása 2015. augusztus 3-án kezdődött Brooklynban (New York). További forgatási helyszín: Queens.

## Fordítás
- Ez a szócikk részben vagy egészben  a   Going in Style (2017 film) című angol Wikipédia-szócikk fordításán alapul.  Az eredeti cikk szerkesztőit annak laptörténete sorolja fel. Ez a jelzés csupán a megfogalmazás eredetét és a szerzői jogokat jelzi, nem szolgál a cikkben szereplő információk forrásmegjelöléseként.